# NGC 3466
NGC 3466 (другие обозначения — UGC 6042, MCG 2-28-28, ZWG 66.65, PGC 32872) — спиральная галактика в созвездии Льва. Открыта Джоном Гершелем в 1828 году.
Диаметр этой галактики составляет 50 килопарсек. У неё есть видимый компаньон SDSS J105616.79+094516.7 — линзовидная галактика, с которой, по-видимому, связан один из спиральных рукавов NGC 3466. Это указывает на вероятную физическую связь между галактиками, кроме того, их лучевые скорости близки друг к другу, так что галактики близки в пространстве, а не только находятся на одном луче зрения. Профиль радиолинии нейтрального водорода в галактике довольно широкий, его ширина на полувысоте эквивалентна скорости 728 км/с. Недалеко от галактики — с центром в 2,4 минутах дуги от NGC 3466 и с близкой лучевой скоростью — находится не очень населённое скопление галактик WBL 291.
Этот объект входит в число перечисленных в оригинальной редакции «Нового общего каталога».